# Paweł Staniszewski
Paweł Stefan Staniszewski (ur. 18 lutego 1962 w Warszawie) – polski leśnik, doktor habilitowany nauk rolniczych, adiunkt w Szkole Głównej Gospodarstwa Wiejskiego w Warszawie, specjalista od użytkowania lasu.

## Kariera naukowa
W 1987 roku na Wydziale Leśnym Szkoły Głównej Gospodarstwa Wiejskiego w Warszawie uzyskał tytuł magistra inżyniera w zakresie leśnictwa. W tym samym roku został zatrudniony na tejże uczeni, a w 1997 roku na tym samym wydziale uzyskał stopień doktora nauk rolniczych w zakresie leśnictwa na podstawie rozprawy pt. Wybrane wskaźniki jakości technicznej drewna sosny (Pinus sylvestris L.) z drzewostanów będących pod wpływem emisji przemysłowych, której promotorem był Piotr Paschalis-Jakubowicz. W 2014 roku ten sam wydział nadał mu stopień doktora habilitowanego nauk rolniczych w dyscyplinie leśnictwa na podstawie pracy pt. Uwarunkowania budowy systemu niedrzewnego użytkowania lasu.